# العلاقات الأردنية الإكوادورية
العلاقات الأردنية الإكوادورية هي العلاقات الثنائية التي تجمع بين الأردن والإكوادور.

## مقارنة بين البلدين
هذه مقارنة عامة ومرجعية للدولتين:
| وجه المقارنة                                              | الأردن                   | الإكوادور                      |
| --------------------------------------------------------- | ------------------------ | ------------------------------ |
| المساحة (كم2)                                             | 89.34 ألف                | 283.56 ألف                     |
| عدد السكان (نسمة)                                         | 9.81 مليون               | 16.62 مليون                    |
| الكثافة السكانية (ن./كم²)                                 | 109.81                   | 58.61                          |
| العاصمة                                                   | عمان                     | كيتو                           |
| اللغة الرسمية                                             | اللغة العربية            | اللغة الإسبانية، كيشوا ‏، شوار ‏ |
| العملة                                                    | دينار أردني              | دولار أمريكي، سوكري إكوادوري   |
| الناتج المحلي الإجمالي (بليون دولار)                      | 40.07 مليار              | 103.06 مليار                   |
| الناتج المحلي الإجمالي (تعادل القوة الشرائية) بليون دولار | 82.80 مليار              | 185.24 مليار                   |
| الناتج المحلي الإجمالي الاسمي للفرد دولار أمريكي          | 4.94 ألف                 | 6.21 ألف                       |
| الناتج المحلي الإجمالي للفرد دولار أمريكي                 | 12.05 ألف                | 11.37 ألف                      |
| مؤشر التنمية البشرية                                      | 0.748                    | 0.746                          |
| رمز المكالمات الدولي                                      | +962                     | +593                           |
| رمز الإنترنت                                              | .jo                      | .ec                            |
| المنطقة الزمنية                                           | ت ع م+02:00، ت ع م+03:00 | 00                             |

## منظمات دولية مشتركة
يشترك البلدان في عضوية مجموعة من المنظمات الدولية، منها:
| علم المنظمة | اسم المنظمة                                                | تاريخ انضمام الأردن | تاريخ انضمام الإكوادور |
| ----------- | ---------------------------------------------------------- | ------------------- | ---------------------- |
|             | مؤسسة التنمية الدولية                                      | 4 أكتوبر 1960       | 7 نوفمبر 1961          |
|             | يونسكو                                                     | 14 يونيو 1950       | 22 يناير 1947          |
|             | وكالة ضمان الاستثمار متعدد الأطراف                         | 12 أبريل 1988       | 12 أبريل 1988          |
|             | الأمم المتحدة                                              | 14 ديسمبر 1955      | 21 ديسمبر 1945         |
|             | العملية المشتركة للاتحاد الأفريقي والأمم المتحدة في دارفور | ?                   | ?                      |
|             | الاتحاد البريدي العالمي                                    | ?                   | ?                      |
|             | البنك الدولي للإنشاء والتعمير                              | 29 أغسطس 1952       | 28 ديسمبر 1945         |
|             | الاتحاد الدولي للاتصالات                                   | 20 مايو 1947        | 17 أبريل 1920          |
|             | منظمة حظر الأسلحة الكيميائية                               | ?                   | ?                      |
|             | مؤسسة التمويل الدولية                                      | 20 يوليو 1956       | 20 يوليو 1956          |
|             | منظمة التجارة العالمية                                     | ?                   | ?                      |
|             | منظمة الشرطة الجنائية الدولية                              | ?                   | ?                      |

## وصلات خارجية
- موقع وزارة الخارجية الأردنية
- موقع وزارة الخارجية الإكوادورية